# Hellinsia nephogenes
Hellinsia nephogenes es una polilla de la familia Pterophoridae. 

## Distribución
Se encuentra en las Islas Galápagos (en Floreana, Isabela y Santa Cruz).

## Descripción
Su envergadura es de 14 a 17 mm. Las antenas son de color blanco en la base y el ápice de color marrón oscuro. La cabeza es de basales color beige. El tórax es de color beige. Las alas anteriores son de color gris, cubierto de basales de color beige, el apical con escalas de marrón y completamente con escalas de blanco cerca de la mitad. Las alas posteriores son de color gris oscuro, cubierto de color marrón más oscuro. Los adultos se han avistado en marzo, julio, agosto y diciembre.
Las larvas se alimentan de Scalesia affinis.